# Louis-Marie Ling Mangkhanekhoun
Louis-Marie Ling Mangkhanekhoun (Bonha-Luang, 8 april 1944) is een Laotiaans geestelijke en een kardinaal van de Rooms-Katholieke Kerk.
Mangkhanekhoun werd op 24 januari 1970 priester gewijd. Op 30 oktober 2000 werd hij benoemd tot apostolisch vicaris van Paksé en tot titulair bisschop van Aquae Novae in Proconsulari; zijn bisschopswijding vond plaats op 22 april 2001.
Mangkhanekhoun werd tijdens het consistorie van 28 juni 2017 kardinaal gecreëerd. Hij kreeg de rang van kardinaal-priester. Zijn titelkerk werd de San Silvestro in Capite.
Op 16 december 2017 werd Mangkhanekhoun benoemd tot apostolisch vicaris van Vientiane.
Op 8 april 2024 verloor Mangkhanekhoun - in verband met het bereiken van de 80-jarige leeftijd - het recht om deel te nemen aan een toekomstig conclaaf. Hij ging op 23 december 2024 met emeritaat.